# Gødvad Sogn
Gødvad Sogn er et sogn i Silkeborg Provsti (Århus Stift).
I 1800-tallet var Balle Sogn anneks til Gødvad Sogn. Begge sogne hørte til Hids Herred i Viborg Amt. De udgjorde Gødvad-Balle sognekommune, men blev senere to selvstændige sognekommuner. Ved kommunalreformen i 1970 blev de begge indlemmet i Silkeborg Kommune. 
I Gødvad Sogn ligger Gødvad Kirke fra Middelalderen og Dybkær Kirke fra 2010.
I sognet findes følgende autoriserede stednavne:
- Gødvad (bebyggelse, ejerlav)
- Gødvad Bakke (bebyggelse)
- Nørreskov (bebyggelse, ejerlav)
- Nørreskov Bakke (bebyggelse)
- Resendal (bebyggelse, ejerlav)
- Sortenborg (bebyggelse)